# Calibre 20
Le Calibre 20 est l'un des calibres les plus courants parmi les calibres employés dans les fusils de chasse.
Le recul est moindre qu'avec les calibres 12 et 16 et, pour cette raison, est souvent plus approprié pour les tireurs de petite stature. Il s'agit d'un calibre particulièrement bien adapté à la chasse au petit gibier, pour lequel le calibre 12 s'avère parfois trop puissant en détruisant une partie importante de la venaison. Le nombre 20 correspond au nombre de sphères du diamètre de l'âme du canon que l'on peut faire avec une livre ancienne de plomb. Le diamètre intérieur des canons des armes chambrées en calibre 20 est de 15,6 mm (0.615 pouce en mesure anglo-saxonne).
En Europe, la longueur des douilles en carton ou en plastique varie de 65 à 76 mm. Leur charge actuellement va de 24 à 36 grammes.
- Les 65 mm sont couramment chargées à 24 grammes de grenaille.
- Les 67 mm sont couramment chargées à 26 grammes de grenaille.
- Les 70 mm sont couramment chargées à 28 ou 30 grammes de grenaille.
- Les 76 mm sont couramment chargées à 34 ou 36 grammes de grenaille.

Le 20/76 est dit 20 Magnum et doit être utilisé dans une arme éprouvée à 1 200 bars.
En Amérique, les cartouches mesurent 2.75 ou 3 pouces, la première longueur étant considérée la cartouche standard. Les charges disponibles sont de 7/8 oz, 1 oz et 1 oz 1/8.
Le calibre 20 est chargé à grenaille, chevrotine ou balle.
|            | Diamètre (mm) | diamètre (pouces) |
| ---------- | ------------- | ----------------- |
| Calibre 36 |               | 0.410             |
| Calibre 32 |               |                   |
| Calibre 28 | 14 mm         |                   |
| Calibre 24 | 14,7 mm       |                   |
| Calibre 20 | 15,6 mm       | 0.615             |
| Calibre 16 | 16,8 mm       | 0.667             |
| Calibre 12 | 18,5 mm       | 0.729             |
| Calibre 10 | 19,7 mm       |                   |
| Calibre 8  |               |                   |